# Bachirou Salou
Bachirou Salou (15 de septiembre de 1970) es un exfutbolista togolés, con nacionalidad también alemana. Durante su carrera, Salou jugó principalmente en la Bundesliga. Salou jugaba como delantero y disputó 39 partidos con la selección nacional de Togo

## Juventud
Nacido en Lomé, Salou fue descubierto a la edad de 19, por el exjugador de República Checa Anton Ondruš. Previamente había jugado la Copa Mundial de la FIFA Sub-20, en Chile, 1987. Ondruš estaba de vacaciones en Camerún, donde vio a Salou jugar en un equipo provincial. Con la ayuda de Ondruš, Salou fichó por el Borussia Mönchengladbach de la Bundesliga alemana en 1990, donde rápidamente destacó.

## Carrera en Alemania
En su tiempo en Mönchengladbach, Salou contribuyó a la victoria de su equipó en la Copa de Alemania de 1995. Después de haber marcado 13 goles en 86 partidos de Liga para Mönchengladbach entre 1990 y 1995, pasó al equipo de 2.Bundesliga MSV Duisburgo. Ayudó al Duisburg a ganar la promoción de la Bundesliga, con 26 goles en 95 partidos de Liga para el club. En 1998, marchó al Borussia Dortmund, donde permaneció una única temporada. Salou jugó en Eintracht Frankfurt y Hansa Rostock, antes de pasar al 2.Bundelsiga club Alemannia Aachen en 2003.

## Bélgica y fin de su carrera como jugador
Después de 14 años en las ligas de Alemania, Salou se trasladó en 2004, jugar para K.A.S. Eupen en la segunda Liga de Bélgica. Permaneció en Eupen medio año, antes de pasar a jugar al fútbol amateur con SC Kapellen-Erft siendo este su último club.
- Datos: Q464669
- Multimedia: Bachirou Salou / Q464669